# Y tế Việt Nam Cộng hòa

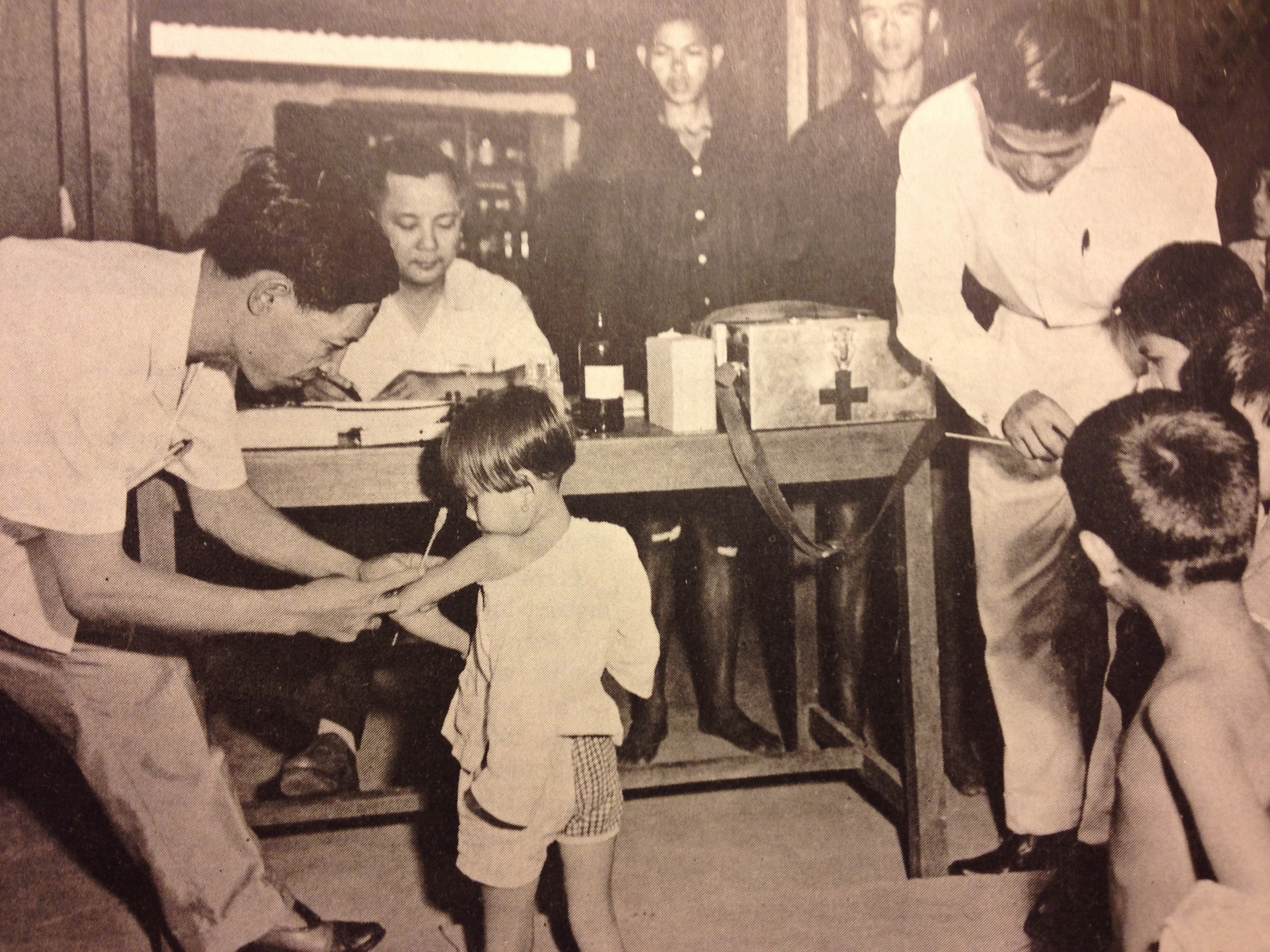
Trạm y tế ở thôn quê chích ngừa cho trẻ em

Y tế Việt Nam Cộng hòa là hệ thống cung cấp dịch vụ y khoa công cộng của Việt Nam Cộng hòa. Cơ cấu này tồn tại trong thời gian 20 năm, từ năm 1955 đến 1975.
Vào đầu thập niên 1970 sinh suất Việt Nam Cộng hòa là khoảng 35-42 trẻ mỗi 1000 dân; tử suất là 13-18.

## Tổ chức

### Bộ Y tế
Bộ Y tế có tổng trưởng đứng đầu, trụ sở đặt tại số 59 đường Hồng Thập Tự. Bộ trực tiếp điều hành một số bệnh viện công như Bệnh viện Từ Dũ, Bệnh viện Nhi đồng, Bệnh viện Vì dân, Bệnh viện Hùng Vương ở Chợ Lớn nhưng vào cuối thập niên 1960 thì nhiều cơ sở chuyển sang quy chế tự trị. Riêng bệnh viện Bình dân thuộc Bộ Quốc gia Giáo dục, dùng làm nơi thực tập cho sinh viên y khoa.
Bộ Y tế còn có cơ sở điều trị khác như Trung tâm bài trừ ma túy ở Ngã ba Tam Hiệp, Biên Hòa.
Bộ Y tế cũng là cơ quan điều hành hai phòng thí nghiệm chuyên về y tế công cộng và vi sinh học ở Ban Mê Thuột và Huế. Viện Quốc gia Y tế Công cộng bắt đầu hoạt động từ năm 1969, trụ sở ở 699 đường Trần Hưng Đạo, Sài Gòn đến năm 1971 thì chuyển về 135 đường Trần Hoàng Quân rồi lại chuyển về cơ sở mới đường Hưng Phú, Quận 8 năm 1974 nới có phòng ốc huấn luyện và thí nghiệm của Bộ Y tế.

### Y tế dân sự
Dịch vụ y tế bắt đầu ở cấp xã. Mỗi xã có một ủy viên y tế và một nữ hộ sinh, thường gọi là "cô đỡ" trông coi và giúp đỡ sản phụ ở thôn quê. Ủy viên y tế làm việc dưới sự giám sát của Hội đồng xã.
Ở cấp quận thì có Chi y tế dưới sự điều hành của cán sự y tế. Mỗi tỉnh thì có một bệnh viện thuộc Ty y tế. Tính đến năm 1963 thì có hai tỉnh Quảng Tín và Phú Bổn không có bệnh viện. Các tỉnh kia đều có đủ cơ sở bệnh viện, phòng thí nghiệm và quang tuyến. Bệnh viện tỉnh thường chia thành ba khu nội y, giải phẫu và sản khoa. Trưởng ty y tế là một bác sĩ phụ trách chương trình y tế trong tỉnh. Giám đốc bệnh viện cũng là một bác sĩ y khoa. Bệnh nhân nhập viện vào các bệnh viện công cộng không phải trả tiền. Những bệnh viện công cộng lớn gồm có Bệnh viện Chợ Rẫy, Bệnh viện Vì Dân, Bệnh viện Nhi đồng Sài Gòn và Bệnh viện Từ Dũ.
Tổng số bệnh viện dân sự toàn quốc vào năm 1965 là 101 cơ sở với 25.000 giường. Riêng thủ đô Sài Gòn có 11 bệnh viện công cộng cung cấp gần 5.000 giường. Tính vào năm 1970 thì trên toàn quốc có hơn 570.000 ca nhập viện, và bình quân là 1 giường bệnh viện mỗi 625 dân.
Một số chuyên khoa có bệnh viện riêng như Bệnh viện Nhi đồng Sài Gòn. Khoa tâm thần có ba cơ sở chính: Bệnh viện Chợ Quán ở Sài Gòn, Bệnh viện Huế, và Bệnh viện Nguyễn Văn Hoài ở Biên Hòa. Bệnh viện Biên Hòa có 1200 giường (1965).
Năm 1971 dưới sự bảo trợ của Đệ nhất phu nhân bà Nguyễn Văn Thiệu nhân danh chủ tịch Hội Phụ nữ Phụng sự Xã hội, Bệnh viện Vì Dân khai trương trên đường Nguyễn Văn Thoại gần Ngã tư Bảy Hiền. Cơ sở y tế đó có tiếng là bệnh viện hiện đại nhất lúc bấy giờ, cao bảy tầng với 400 giường trong đó 100 giường dành cho bệnh nhân nghèo, số còn lại phải trả tiền.
| Số liệu bệnh viện lớn tại Sài Gòn                                 | Số liệu bệnh viện lớn tại Sài Gòn | Số liệu bệnh viện lớn tại Sài Gòn  | Số liệu bệnh viện lớn tại Sài Gòn |
| Bệnh viện                                                         | Chuyên khoa                       | Số giường (theo tiêu chuẩn Hoa Kỳ) | Số bệnh nhân trung bình           |
| ----------------------------------------------------------------- | --------------------------------- | ---------------------------------- | --------------------------------- |
| Bình Dân, 371 đường Phan Thanh Giản                               |                                   |                                    |                                   |
| Chợ Rẫy, 42 đường Thuận Kiều sau đổi tên là đường Trần Hoàng Quân | đa khoa                           | 1.085                              | 1.200                             |
| Hùng Vương, 128 đường Hùng Vương                                  | sản phụ khoa                      | 244 (147)                          | 350                               |
| Hồng Bàng, 32 đường Hùng Vương                                    | bệnh lao                          | 459 (290)                          | 600                               |
| Nhi đồng, 2 đường Sư Vạn Hạnh                                     | nhi khoa                          | 443                                | 500                               |
| Bình dân, 371 đường Phan Thanh Giản                               |                                   | 350 (192)                          | 350                               |
| Từ Dũ, 284 đường Cống Quỳnh                                       | sản phụ khoa                      | 435                                | 600                               |
| Sài Gòn (Đô thành), 125 đại lộ Lê Lợi                             |                                   | 250 (150)                          | 300                               |
| Nguyễn Văn Học                                                    | ung thư                           | 600                                | 600                               |
| Chợ Quán, 152 bến Hàm Tử                                          | bệnh truyền nhiễm, bệnh tâm thần  | 778 (442)                          |                                   |
| Grall, 14 đường Gia Long                                          |                                   | 560                                |                                   |
| Vì Dân, đường Nguyễn Văn Thoại                                    | đa khoa                           | 400 (400)                          |                                   |

#### Bác sĩ y khoa
Nằm ngoài hệ thống của chính phủ là các phòng mạch, dưỡng đường và bệnh viện tư nhân (bốn bệnh viện ở Sài Gòn với hơn 800 giường). Vào giữa thập niên 1960 Việt Nam Cộng hòa có khoảng 800 bác sĩ y khoa. Tính trung bình thì có một bác sĩ cho mỗi 36.000 dân.

#### Bệnh viện tư
Bệnh viện tư lớn phải kể Bệnh viện Grall và Bệnh viện Saint-Paul ở Sài Gòn, Bệnh viện Sùng Chính (200 giường) ở Chợ Lớn. Riêng Giáo hội Công giáo vào năm 1963 sở hữu 48 bệnh viện, 35 viện dưỡng lão, tám trại phong và 159 phòng phát thuốc. Giáo hội Cơ Đốc Phục Lâm (Seventh Day Adventist) cũng có một bệnh viện 40 giường ở Phú Nhuận, Sài Gòn có tiếng là cơ sở y tế tân tiến.

### Quân y
Ngoài hệ thống bệnh viện cho thường dân, vì tình hình chiến cuộc, Việt Nam Cộng hòa còn có hệ thống quân y viện và hệ thống tản thương. Trụ sở chính cũng là cơ sở lớn nhất là Tổng Y viện Cộng hòa ở Sài Gòn với 550 giường (1965) sang thập niên 1970 tăng lên thành 1.800 giường trong khi ở những địa phương khác như Nha Trang, Quy Nhơn cũng có bệnh viện. Tổng số bệnh viện quân y là 19 cơ sở với 9.000 giường.
Ngoài cơ sở điều trị là một số trung tâm hồi lực cho những thương binh. Ở Thủ Đức có nguyên một làng cho thương phế binh định cư. Con số thương binh bị cụt tay chân là khoảng 35.000 người và 31.000 người mù mắt.

### Viện trợ quốc tế
Vì chiến cuộc tình hình y tế của Việt Nam Cộng hòa gặp nhiều trở ngại. Ước tính hàng năm có khoảng 50.000 thường dân bị thương vong, một con số vượt khả năng cung cấp của hệ thống y tế. Một số quốc gia như New Zealand, Nam Hàn, Philippines và nhất là Hoa Kỳ đã lập chương trình viện trợ y tế dân sự Provincial Health Assistance Program, PHAP ở cấp tỉnh vào thập niên 1960 nhưng không thành công vì tình hình bất ổn. Năm 1965 Quân đội Hoa Kỳ thực hiện chương trình Military Provincial Health Assistance Program, MILPHAP dùng nhân sự bên nhà binh của Hoa Kỳ để giúp đỡ ngành y tế dân sự Việt Nam. Đến năm 1970 thì những đội MILPHAP có mặt trực tiếp ở 22 tỉnh thành Miền Nam cùng trợ giúp ty y tế tỉnh của 30 tỉnh, tựu trung vào việc củng cố các bệnh viện ở tỉnh lỵ. Ngoài ra lại có Medical Civic Action Program, MEDCAP. Chương trình này dùng những đội y tế di động về vùng quê chữa bệnh.
Một số nước cũng tiếp sức gián tiếp trong ngành y tế như Tây Đức giúp phần kỹ thuật và tài chánh xây lò sát sinh giúp kiểm soát nguồn thực phẩm. Chính phủ Tây Đức cũng gửi con tàu Helgoland với 145 giường và 60 bác sĩ để chữa bệnh cho dân chúng.

## Cơ sở đào tạo

### Trường đại học y khoa
Hai trường đại học y khoa ở Sài Gòn và Huế đào tạo hơn 250 bác sĩ y khoa hằng năm.
Học trình là một năm tiền y khoa và bốn năm y khoa. Năm thứ năm sinh viên luân phiên thực tập ở các bệnh viện. Năm thứ sáu thì nhập ngũ phục vụ trong Quân lực Việt Nam Cộng hòa. Một số nhỏ khoảng 10% thì được miễn quân vụ sau cuộc thi tuyển để vào nội trú thực tập. Tính vào năm 1965 thì tổng cộng trên toàn quốc có 12.000 sinh viên y khoa.

### Trường y tá, hộ sinh, trường đại học dược khoa
Việt Nam Cộng hòa có 11 trường y tá, mỗi năm cho tốt nghiệp gần 600 y tá vào thập niên 1970. Giáo trình thoạt tiên là hai năm, đến năm 1966 thì tăng lên thành ba năm. Trong số này có hai trường, một ở Sài Gòn, một ở Cần Thơ do Hội Hồng thập tự điều hành giúp đào tạo y tá miễn phí. Trong khi đó Trường Đại học Dược khoa Sài Gòn cung cấp 542 dược sĩ năm 1970.
Chương trình MILPHAP của Hoa Kỳ cũng giúp huấn luyện y tá. Năm 1970 khoảng 700 y tá người Việt được thụ huấn qua chương trình này.
Hai viện đại học Sài Gòn và Huế cũng có trường hộ sinh với giáo trình ba năm. Ở các tỉnh thì có giáo trình rút ngắn sáu tháng để nữ hộ sinh có thể tác nhiệm mau chóng.

## Hoạt động

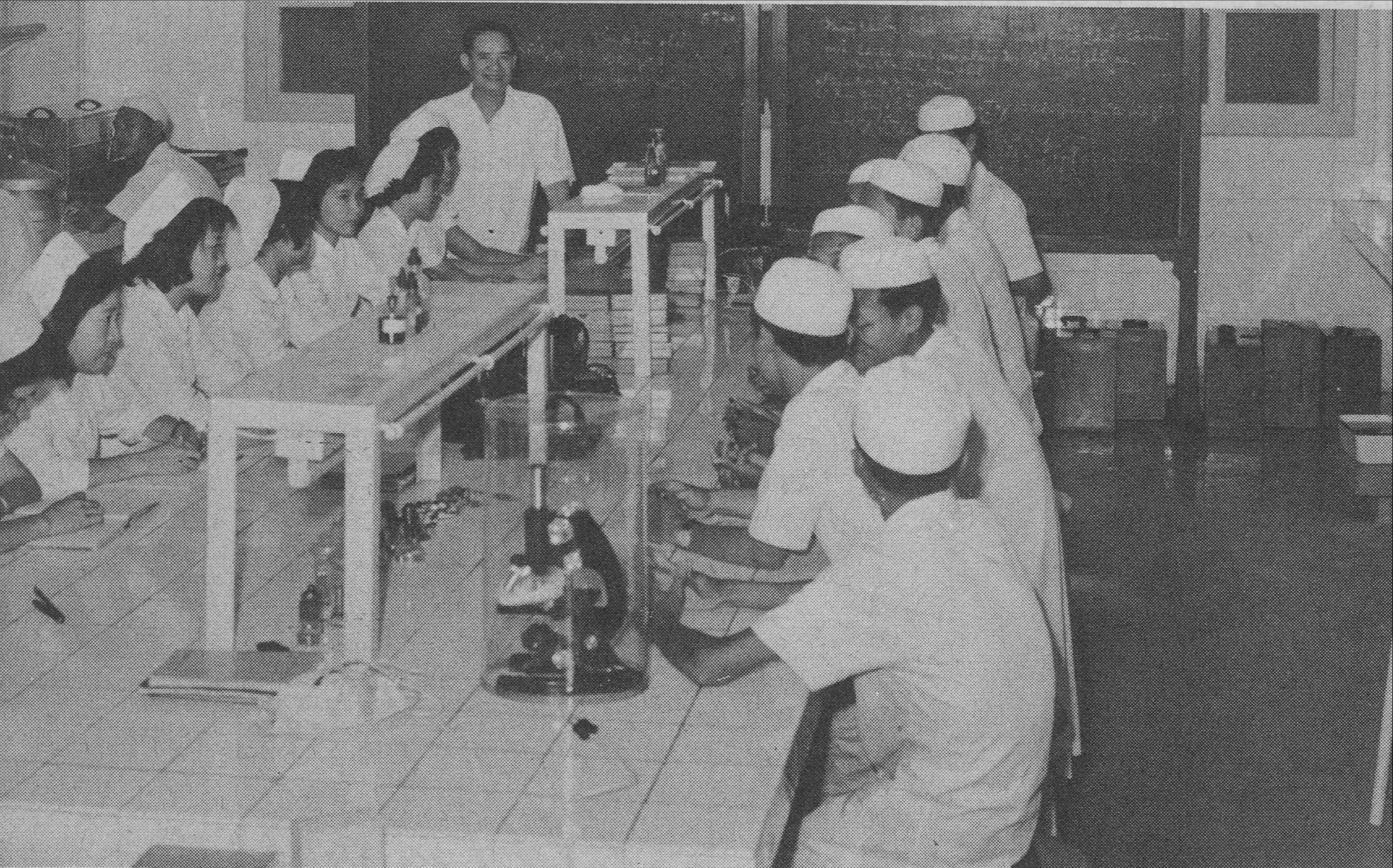
Phòng thí nghiệm ở Viện Pasteur Sài Gòn, nơi bào chế vắc-xin chích ngừa bệnh đậu mùa cho Việt Nam Cộng hòa

Chương trình y tế công cộng ở miền Nam Việt Nam gồm những dịch vụ bài lao, chống cùi, trừ muỗi để ngừa bệnh sốt rét. Giữa thập niên 1960 có 15.000 người cùi đăng ký ở Miền Nam.
Đối với sản phụ và nhi đồng thì có chương trình "Bảo trợ mẫu nhi" và chiến dịch chích ngừa các bệnh truyền nhiễm như bạch hầu, uốn ván, ho gà cho các trẻ nhỏ. Viện Pasteur Sài Gòn, Nha Trang và Đà Lạt cung cấp vắc-xin bào chế ở quốc nội cho các đợt chích ngừa bệnh đậu mùa.
Chính phủ còn điều hành 16 trung tâm kế hoạch gia đình hầu giúp nữ bệnh nhân tự kiểm soát sinh đẻ.
Ngày 6 Tháng Sáu năm 1969 tại bệnh viện Sài Gòn (Đô thành) hai đoàn bác sĩ giải phẫu Việt và Mỹ hợp tác làm cuộc ghép thận đầu tiên ở Việt Nam. Bác sĩ Nguyễn Phước Đại điều khiển cuộc giải phẫu ghép thận của người mẹ sang người con trai 21 tuổi.
Vì chiến sự Việt Nam Cộng hòa vào thời điểm 1974 có 83.000 người bị cụt tay hay cụt chân; 8.000 bị liệt bán thân; và 40.000 người mù hoặc điếc.
Sau khi Sài Gòn thất thủ, 55% tổng số nhân viên y tế Việt Nam Cộng hòa đã bỏ nước vượt biên tỵ nạn sang các nước Tây phương.

## Nhân vật liên quan
- Bác sĩ Trần Đình Đệ: Tổng trưởng Y tế 1960-1963[36]
- Bác sĩ Trần Lữ Y: Tổng trưởng Y tế[37] 1963-1969
- Bác sĩ Trần Minh Tùng: Tổng trưởng Y tế[38] 1969-1973[39]
- Bác sĩ Văn Văn Của: Viện trưởng Viện Quốc gia Y tế Công cộng